# Manzini
Manzini é uma cidade do centro de Essuatíni, capital do distrito de Manzini. Em 1997 a região metropolitana de Manzini tinha 74 374 habitantes.
Manzini é uma cidade mercado e o principal centro industrial do país. Até 1960 era chamada Bremersdorp.

## Cidades irmãs
- Keighley, West Yorkshire
- Ramales de la Victoria, Cantábria